# Nueva Escocia (Entre Ríos)
Nueva Escocia é uma junta de governo da província de Entre Ríos, na Argentina.